# Dasyomma tonnoiri
Dasyomma tonnoiri är en tvåvingeart som beskrevs av Paramonov 1962. Dasyomma tonnoiri ingår i släktet Dasyomma och familjen bäckflugor. Inga underarter finns listade i Catalogue of Life.